# Koszmosz–328
A Koszmosz–328 (17F116) (oroszul: Космос 328) Koszmosz műhold, a szovjet harmadik generációs műszeres műhold-sorozat tagja. Harmadik generációs Zenyit–4MK (oroszul: Зенит-4MK) fotó-felderítő műhold.

## Küldetés
1969–1982 között, az orbitális rendszert alacsonyabb pályára helyezték, hogy az alkalmazott kamerák (fényképezőgépek) felbontóképességét maximálisan, élességét nagy minőségben biztosítsák. Fényképeit a katonai meteorológiai előrejelzéseknél is alkalmazták.

## Jellemzői
Tervezett és épített a Központi Speciális Tervező Iroda (Центральное специализированное конструкторское бюро – ЦСКБ/CSKB). Üzemeltetője a Honvédelmi Minisztérium (Министерство обороны – MO).
Megnevezései: Koszmosz–328; Космос 328; COSPAR: 1970-022A. Kódszáma: 4355.
1970. március 27-én Pleszeck űrrepülőtérről, az LC–133 (LC–Launch Complex) jelű indítóállványról egy Voszhod (11A57) hordozórakéta segítségével indították alacsony Föld körüli pályára (LEO = Low-Earth Orbit). Az orbitális egység pályája 89,50 perces, 72,9 fokos hajlásszögű, elliptikus pálya perigeuma 203 kilométer, apogeuma 299 kilométer volt.
Ember szállítására kifejlesztett űreszköz, hasznos terében helyezték el a fotófelderítő kamerákat és az üzemeltetéshez szükséges telemetriai eszközöket. A sorozat felépítését, szerkezetét, alapvető fedélzeti rendszereit tekintve egységesített, szabványosított űreszköz. Tömege 6300, a visszatérő modul súlya 3100 kilogramm. A motorblokk manőverező képességgel rendelkezett. A stabilizálást nitrogén hajtású gázfúvókák segítették. A kamerák felbontóképessége 1 méter. Pályasíkja mentén műszereivel vizsgálta a jelen lévő töltött részecskéket. Áramforrása kémiai akkumulátorok, szolgálati élettartama maximum 24 nap.
1970. április 9-én, 13 nap (0,03 év) után földi parancsra a fotókapszula belépett a légkörbe és hagyományos – ejtőernyős leereszkedés – módon (elfogó repülőgép segítségével) visszatért a Földre.